# وکتور (بازی ویدئویی)
وکتور (انگلیسی: Vector) یک بازی پلتفرم می‌باشد که توسط استودیو بازی‌سازی نِکی در سال ۲۰۱۲ منتشر شد.این بازی یکی از معروف ترین بازی های دوندگی است و موفقیت آن باعث شد دنباله ای برای آن ساخته شود.

## داستان
در وکتور، بازیکنان نقش یک سایه‌نما را بازی می‌کنند که مدام توسط یک سایه‌نمأ دیگر به نام «شکارچی» دنبال می‌شود. این بازی داستان طولانی و جدا از ویدئوی معرفی ندارد که نشان می‌دهد شخصیت بازیکن مردی پارکور باز در یک دیستوپی اورولی است و دیگر نمی‌تواند به خدمت‌گذاری به ارباب خود ادامه بدهد. او دستگاه کنترل ذهن و پیراهن خود را درمی‌آورد و به کناری می‌اندازد و با پرش به سمت شیشهٔ برج آن را تخریب می‌کند و به بیرون می‌پرد و از پشت بامها به سمت افق دوردست می‌دود.

## ادامه
این بازی دنبالهٔ بازی وکتور با عنوان «وکتور ۲» می‌باشد که ادامه دهنده داستان اصلی است. قهرمان داستان از قسمت اول سرانجام توسط نیروهای امنیتی دستگیر شد، اما به جای کشتن او ، آنتاگونیست‌ها تصمیم می‌گیرند با استفاده از مهارت‌های او برخی تجهیزات جدید را در یک مرکز تحقیقاتی مخفی آزمایش کنند. وقتی قهرمان داستان توسط آن تجهیزات می‌میرد، جسمی جدید برای آنها ایجاد می‌شود.
گیم پلی مشابه بازی قبلی و چندین ترفند مانند "پرستو، پیچ گوشتی، Dash Vault , Obstacle Jump , Rocket Vault , Ralflip Vault , Reverse Vault و بسیاری دیگر است.